# Victor Lobry
Victor Lobry (Soissons, 16 giugno 1995) è un calciatore francese, centrocampista dell'Amiens.

## Carriera
Cresciuto nel settore giovanile dello Stade Reims, dal 2013 al 2017 totalizza, all'incirca, 54 presenze e 8 reti con la squadra riserve. Nella stagione 2017-2018 ha fatto parte della rosa del Limoges, formazione militante nel Championnat de France amateur. Dal 2018 al 2020 milita nel Championnat National, vestendo le maglie di Tours e Avranches.
Il 15 giugno 2020 viene acquistato dal Pau. Il 22 agosto successivo esordisce in Ligue 2, disputando l'incontro perso per 3-0 contro il Valenciennes. Il 20 luglio 2022 firma un contratto biennale con il Saint-Étienne.

## Statistiche

### Presenze e reti nei club
Statistiche aggiornate al 21 ottobre 2023.
| Stagione             | Squadra              | Campionato           | Campionato | Campionato | Coppe nazionali | Coppe nazionali | Coppe nazionali | Coppe continentali | Coppe continentali | Coppe continentali | Altre coppe | Altre coppe | Altre coppe | Totale | Totale |
| Stagione             | Squadra              | Comp                 | Pres       | Reti       | Comp            | Pres            | Reti            | Comp               | Pres               | Reti               | Comp        | Pres        | Reti        | Pres   | Reti   |
| -------------------- | -------------------- | -------------------- | ---------- | ---------- | --------------- | --------------- | --------------- | ------------------ | ------------------ | ------------------ | ----------- | ----------- | ----------- | ------ | ------ |
| 2013-2014            | Stade Reims 2        | CFA2                 | 2          | 0          |                 | -               | -               |                    | -                  | -                  |             | -           | -           | 2      | 0      |
| 2014-2015            | Stade Reims 2        | R1                   | ?          | ?          |                 | -               | -               |                    | -                  | -                  |             | -           | -           | ?      | ?      |
| 2015-2016            | Stade Reims 2        | CFA 2                | 2          | 0          |                 | -               | -               |                    | -                  | -                  |             | -           | -           | 2      | 0      |
| 2016-2017            | Stade Reims 2        | CFA                  | 2          | 0          |                 | -               | -               |                    | -                  | -                  |             | -           | -           | 2      | 0      |
| Totale Stade Reims 2 | Totale Stade Reims 2 | Totale Stade Reims 2 | 54+        | 8+         |                 | -               | -               |                    | -                  | -                  |             | -           | -           | 54+    | 8+     |
| 2017-2018            | Limoges              | N2                   | 29         | 5          | CF              | 2               | 0               |                    | -                  | -                  |             | -           | -           | 31     | 5      |
| 2018-2019            | Tours                | N                    | 33         | 0          | CF+CdL          | 3+1             | 0               |                    | -                  | -                  |             | -           | -           | 37     | 0      |
| 2019-2020            | Avranches            | N                    | 23         | 1          |                 | -               | -               |                    | -                  | -                  |             | -           | -           | 23     | 1      |
| 2020-2021            | Pau                  | L2                   | 37         | 3          | CF              | 1               | 0               |                    | -                  | -                  |             | -           | -           | 38     | 3      |
| 2021-2022            | Pau                  | L2                   | 37         | 5          | CF              | 1               | 0               |                    | -                  | -                  |             | -           | -           | 38     | 5      |
| Totale Pau           | Totale Pau           | Totale Pau           | 74         | 8          |                 | 2               | 0               |                    | -                  | -                  |             | -           | -           | 76     | 8      |
| 2022-2023            | Saint-Étienne        | L2                   | 36         | 1          | CF              | 1               | 0               |                    | -                  | -                  |             | -           | -           | 37     | 1      |
| 2023-2024            | Saint-Étienne        | L2                   | 9          | 0          | CF              | -               | -               |                    | -                  | -                  |             | -           | -           | 9      | 0      |
| Totale Saint-Étienne | Totale Saint-Étienne | Totale Saint-Étienne | 45         | 1          |                 | 1               | 0               |                    | -                  | -                  |             | -           | -           | 53     | 1      |
| Totale carriera      | Totale carriera      | Totale carriera      | 258+       | 23+        |                 | 9               | 0               |                    | -                  | -                  |             | -           | -           | 267+   | 23+    |